# SC Germania 1899 Bremen
Der SC Germania 1899 Bremen war ein Sportverein aus Bremen.

## Geschichte
Er war einer von 86 Vereinen die 1900 an der Gründungsversammlung des Deutschen Fußball-Bunds teilnahmen. Vertreten wurde er hier durch Walter Sommermeier. Die Bremer Vereine traten aber erst 1905 dem Deutschen Fußball-Bund bei.
Als Gründungsmitglied im von 1899 bis 1907 bestehenden Verband Bremer Fußball-Vereine spielte er dort von 1899 bis 1901 in der höchsten Klasse. Im Oktober 1900 hat sich Germania aus dem Verband abgemeldet.